# 硬膜石蛏
硬膜石蛏（学名：Lithophaga lithura），是贻贝目壳菜蛤科石蜊属的一种。主要分布于中国大陆，常栖息在潮间带的珊瑚礁中。